# Alfa és Omega 2: Ünnepi farkaskaland
Az Alfa és Omega 2: Ünnepi farkaskaland (eredeti címén Alpha and Omega 2: A Howl-iday Adventure) 2013-ban készült amerikai 3D-s animációs film, amely az Alfa és Omega-sorozat 2. része.

## Szereplők
| Szereplő    | Eredeti hang            | Magyar hang      |
| ----------- | ----------------------- | ---------------- |
| Humphrey    | Benjamin Diskin         | Joó Gábor        |
| Kate        | Kate Higgins            | Solecki Janka    |
| Stinky      | Kate Higgins            | N/A              |
| Lily        | Kate Higgins            | Csuha Bori       |
| Runt        | Liza West               | N/A              |
| Claudette   | Lindsay Torrance        | Pekár Adrienn    |
| King        | Blackie Rose            | N/A              |
| Garth       | Blackie Rose            | Szabó Máté       |
| Princess    | Meryl Leigh             | N/A              |
| Winston     | Maxwell Je              | N/A              |
| Eve         | Tracy Pfau              | N/A              |
| Tony        | Bill Lader              | N/A              |
| Gazfickó #2 | Bill Lader              | Kisfalusi Lehel  |
| Marcel      | Christopher Corey Smith | Galbenisz Tomasz |
| Paddy       | Christopher Corey Smith | Seszták Szabolcs |
| Gazfickó #3 | Christopher Corey Smith | Gardi Tamás      |
| Salty       | Hugh Tyrrell            | Szokol Péter     |
| Gazfickó #1 | Shaun Gerardo           | N/A              |
| Sündisznó   | Harper Fogelson         | N/A              |
| Mackógyerek | Willa Fogelson          | N/A              |